# Pycnarmon abraxalis
Pycnarmon abraxalis är en fjärilsart som beskrevs av Walker 1866. Pycnarmon abraxalis ingår i släktet Pycnarmon och familjen Crambidae. Inga underarter finns listade i Catalogue of Life.